# Matěj Bekeský
Matěj Bekeský (11. ledna 1924, Békéscsaba – 13. března 2013) byl český fotbalista a fotbalový trenér.

## Fotbalová kariéra
V československé lize hrál za SK Baťa Zlín. Gól v lize nedal.

## Ligová bilance
| Ročník              | Zápasy | Góly |              |
| ------------------- | ------ | ---- | ------------ |
| Státní liga 1946/47 | -      | 0    | SK Baťa Zlín |
| CELKEM              | -      | 0    |              |

## Trenérská kariéra
V sezóně 1969/70 trénoval v lize TJ Gottwaldov, se kterým v roce 1970 vyhrál Československý pohár.